# Система видеонаблюдения
Система видеонаблюдения (video surveillance system, VSS): совокупность функционирующих видеоканалов, программных и технических средств записи и хранения видеоданных, а также программных и/или технических средств управления, осуществляющих информационный обмен между собой.
Локальная система — система, область действия и применения которой ограничена географически территорией здания, предприятия, организации и т. п.
Централизованная система имеет один центр и некоторое количество видеокамер. Децентрализованная система представляет себя как совокупность нескольких централизованных, объединенных логически в одну структуру, но физически разделенных и способных функционировать независимо.
Наибольшее распространение получили стандарты ONVIF и PSIA.

## Основные характеристики систем
- разрешение изображения: для охранных систем зачастую: 360х288, 640х480, 720х576 (для аналоговых камер стандарта PAL) и до 2560x1944 для IP камер и AHD камер видеонаблюдения.
- угол обзора: показывает, какая площадь территории будет охвачена при видеонаблюдении. Зависит от размера матрицы и фокусного расстояния камеры.
- скорость смены кадров: варьируется в широких пределах, в зависимости от основных задач системы, для охранных систем значение зачастую равно 6 кадрам/сек. Максимальное количество для сигналов PAL — 25 к/с NTSC — 30 к/с;
- глубина видеоархива - данный параметр зависит от объема используемых жестких дисков для хранения записи, в системах видеонаблюдения используют жесткие диски 3,5";
- возможность настройки автоматического сохранения определенных моментов и оповещения пользователя;[2]
- наличие дополнительных средств автоматизации на основе видеоанализа.

## Виды камер для систем видеонаблюдения
- Видеокамеры, работающие по стандартам HD-TVI[3], HD-CVI[4], AHD[5] и HD-SDI[6]. Данные камеры имеют более высокое разрешение записи, по сравнению с аналоговыми камерами, для передачи сигнала от видеокамеры до записывающего устройства используют коаксиальный кабель, чем облегчают замену аналоговых камер на более современные[7].
- Аналоговые камеры. С 2016г. производство данных камер резко сократилось, благодаря появлению AHD видеокамер, которые в полном объеме могут заменить аналоговые камеры.
- IP-камеры - наиболее технологичные и функциональные устройства. Для передачи сигнала используется локальная сеть, позволяют производить видеоаналитику получаемого изображения.